# شاشی کاپور
شیشی‌ کاپور (انگلیسی: Shashi Kapoor؛ زادهٔ ۱۸ مارس ۱۹۳۸ – درگذشتهٔ ۴ دسامبر ۲۰۱۷) هنرپیشه، کارگردان، و تهیه‌کننده اهل هند بود.
او معروف به کاپور خوشتیپ یا handsome kapoor بود

## زندگی حرفه ای

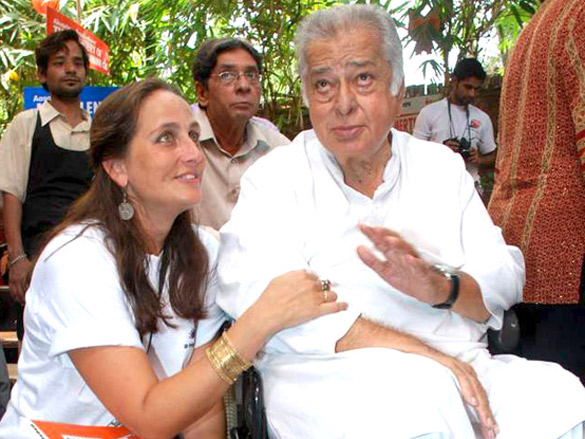
تصویری از شاشی کاپور

نام واقعی شاشی کاپور بالبیر راج کاپور می‌باشد
او سومین فرزند پسر پریتویراج کاپور بود
او اولین نقشش به عنوان بازیگر کودک در فیلمی به کارگردانی برادرش راج کاپور بود
او از کودکی مشغول فیلم بازی کردن بود
او با نام بالبیر متولد شد ولی چون مادرش علاقه ای به این اسم نداشت و زمانی که او را باردار بود ساعت‌ها به تماشای ماه می‌نشست برای همین او را شاشی به معنای پرتو ماه صدا می‌زد که او بعدها با همین نام وارد بالیوود شد
او در ۱۱۶ فیلم ظاهر شد که ۶۱ فیلم به عنوان رهبر عاشقانه و ۵۵ فیلم چند قهرمانه و ۲۱ فیلم نقش مکمل و ۷ فیلم حضور افتخاری داشت
او در دهه‌های ۶۰ و ۷۰ و ۸۰ بسیار بازیگر اسطوره ای بود
زوج‌های هنری او شارمیلا تاگور و راکهی گلزار و زینت امان و همچنین هما مالینی و پروین بابی بودند
او و هما مالینی در چند فیلم با هم همبازی بودند
او و آمیتاب باچان در فیلم‌های چند قهرمانه با یکدیگر همبازی بودند و همه آنها فیلم‌های معروف و موفقی بودند
او در دهه هفتاد بعد از دو آناند دومین بازیگر پرفروش بود
او در چندین فیلم هالیوودی هم کار کرده بود و همچنین اولین بازیگر بالیوودی بود که به هالیوود راه یافته بود
از او به عنوان رابین هود بالیوود یاد می‌شود

## زندگی شخصی
او در دبیرستان دن بوسکو مشغول به تحصیل بود و همزمان با تحصیل دستیار کارگردان و بازیگر گروه تئاتر پدرش هم بود و در آن زمان گروه تئاتر پدر خانمش به همراه جنیفر از انگلیس به بمبئی آمده بود و آن دو همدیگر رو در این زمان ملاقات کردند و عاشق یکدیگر شدند. آن زمان شاشی فقط ۱۸ سال سن داشت و علیرغم مخالفت خانواده‌هایشان و با حمایت زن برادرش گیتا بالیاین زوج سال ۱۹۵۸ با یکدیگر ازدواج کردند
او در حالی که ۲۰ سال سن داشت با بازیگر انگلیسی جنیفر کندال ازدواج کرد که جنیفر در سال ۱۹۸۴ بر اثر بیماری سرطان روده درگذشت
او نسبت به برادرانش خوش هیکل تر و خوشتیپ تر بود بعد از فوت همسرش از بین رفت و دچار افسردگی شدیدی شد که هیچوقت از آن رهایی نیافت و از آن زمان به بعد دچار اضافه وزن شد
او سه فرزند به نام‌های کونال کاپور و کاران کاپور و سانجانا کاپور دارد
که کونال به دختر کارگردان معروف رامش سیپی ازدواج کرد و کاران در لندن مشغول کار مدلینگ شد

## در گذشت
شاشی کاپور در سال ۲۰۱۷ بر اثر عونت قفسه سینه در بیمارستان بستری شد و بعد به علت بیماری قلبی و کبدی مدتی در بیمارستان بستری بود و طول این مدت به بیماران دیگر در بیمارستان کمک می‌کرد سرانجام ۴ دسامبر ۲۰۱۷ بر اثر سیروز کبدی در گذشت
شاشی کاپور و سری دوی تنها دو بازیگر هندی بودند که بعد از فوتشان به عنوان بهترین‌های قرن ازشون در اسکار یاد شد

## جوایز
وی تاکنون برندهٔ جوایزی همچون جوایز فیلم‌فیر شده‌است:
جایزه فیلم‌فیر ۱۹۷۶ برای بازی در نقش دیوار (فیلم ۱۹۷۵)
جایزه National Film Award 1979
جایزه National Film Award 1980
جایزه National Film Award 1994
جایزه National Film Award 1986
جایزه فیلم فیر یک عمر دستاورد در سال ۲۰۱۰

## فیلم‌شناسی
فهرست برخی از فیلم‌هایی که شاشی کاپور در آنها به ایفای نقش پرداخته‌است:
- دیوار
- آواره
- نمک حلال
- تنها
- سلسله
- وقت
- عظمت
- دو و دوتا پنج
- شوهر
- نیزهٔ سه شاخه
- گاهی اوقات
- غذا، لباس و سرپناه
- نام و نشان
- سواتی
- آتش
- شکسپیر والا
- خانه‌دار
- حقیقت، خدا و زیبایی
- دوران گناه
- جنون
- غیرقانونی
- گورو
- شنگرفی
- اتهام
- دارماپوترا
- بیا در آغوشم
- نیو دهلی تایمز
- فریب‌کاران
- خشم
- انقلاب
- خون ما
- دنیا شروع به رقص می‌کند
- بازیگر
- آنجا که عشق یافت می‌شود
- زمین آسمان
- مرد دوم
- سوال
- دزد سر و صدا می‌کند
- رو در رو
- سوامی ویوکاناندا
- بمبئی تاکی
- برنده
- نشستن
- فاکیرا
- گاتام گوویندا
- اجازه
- هر زمان که گلها شکوفا می‌شوند
- محبوب
- خجالتی
- تریشنا
- وکیل بابو
- احساس
- متفاوت
- گناه و ثواب
- نخ‌های باریک
- بی‌پناه
- بی‌زبان
- دور به دور
- سرباز دزد

## جوایز
وی تاکنون برندهٔ جوایزی همچون جوایز فیلم‌فیر شده‌است.